# La Fille du ciel
La Fille du ciel est un roman d'Ysabelle Lacamp publié en 1988. C'est la deuxième aventure de Shu-Meï déjà présente dans son premier roman, Le Baiser du dragon en 1986.

## Résumé
En 940 à Guilin (Chine), Shu-Meï, fille d'un mandarin, est mariée par son père à son frère adoptif Yi-Shou. En effet, la jeune fille a été quelque temps plus tôt enlevée par un bandit dont elle a fini par tomber amoureuse, ce qui lui a fait perdre toute honorabilité dans la haute société. Yi s'avère un homme particulièrement faible, qui fuit ses responsabilités. Shu devient l'amante de Yikuai, un mandarin important, pour faire nommer Yi inspecteur d'une grotte d'or en Corée. Ce sont des détenus qui piochent sous le fouet. La mousson crée un glissement de terrain qui dévaste tout, tue l'intendant et la moitié des détenus. Les autres se révoltent. Yi et Shu en réchappent et vont à la ville, avec des pépites, où le typhus décime les survivants dont Yi. Shu porte l'enfant de son adultère avec Yikuai. Au cours du voyage de retour, le navire est coulé par des pirates et la jeune femme part à la dérive sur une épave. Elle est sauvée par une communauté de pêcheurs, mais perd son enfant. Les pêcheurs, superstitieux, voient en Shu une envoyée d'une divinité, ce qui se retourne contre elle lorsque la pêche devient infructueuse (en réalité, il s'agit d'une manœuvre d'un adolescent amoureux de Shu et qui souhaite l'avoir pour lui tout seul : il finira par se suicider). Un marchand juif, Babouche ramène Shu en Chine où on lui dit que Yikuai est censeur impérial. Elle va le voir. Babouche est tué pendant son absence. Yikuai établit que c'est la duchesse, jalouse, qui voulait tuer Shu. La duchesse se tue. Yikuai propose alors à Shu (dont le père est entretemps mort), de partir en mission diplomatique chez les nomades au nord de la Grande muraille. La jeune femme accepte. 